# Aerangis luteoalba var. rhodosticta
Aerangis luteoalba var. rhodosticta е една от двете възможни вариации на вида Aerangis luteoalba. Представлява атрактивна миниатюрна орхидея от семейство Салепови, открита в Екваториална Африка – Камерун, Република Конго, Кения, Заир, Танзания, Уганда. Расте в крайречни гори, върху ниски дървета и храсти, на 910 – 2200 m. надморска височина, в райони с висока въздушна влажност.

## Описание
Малка, моноподиална епифитна орхидея, без псевдобулби. Стеблото е късо, почти не се забелязва от базално разположените тесни листа. Корените най-често са плоски, с тънък веламен, зелени, когато са мокри.
Листа между 6 и 10, ясно зелени, най-често по-къси от 15 cm, леко месести и крехки.
Съцветието обикновено е висящо, може да достигне до 40 cm. На цветноса могат да се образуват до двадесет цвята с продължителност на цъфтежната фаза от четири до шест седмици. Този Aerangis е с много ароматни, рядко красиви, най-често кристално бели цветове, в центъра на които е разположено близалце в ярко портокалово. Цветовете могат също да бъдат оцветени в бледо кремаво или жълто, обикновено са с големина около два и половина сантиметра (един инч). Aerangis rhodosticta цъфти през зимния сезон и напролет.

## Отглеждане
Може да бъде отглеждан еднакво добре както в саксия, така и окачен на кора. Ако растението е окачено, трябва да помним, че от особена важност е поддържането на постоянна висока влажност. В противен случай се дехидатрира и може да загине. Ако не може да се осигурят високи нива на въздушна влажност, препоръчително е отглеждането в саксия. Като субстрат се използва смес от сфагнум мъх и дребни борови кори, както и дребен кокосов чипс, кокосови влакна, могат да се добавят нишки дървовидна папрат и парченца въглен. Препоръчително е саксията да е керамична.

### Светлина
Условията, необходими за Aerangis rhodosticta са подобни на тези, които изисква Фаленопсиса. Подходящо разположение е на източен прозорец, но трябва да се предпазва от преките слънчеви лъчи. Много добре се развива и под изкуствено осветление в орхидариуми и палудариуми.

### Температури
Тези мини орхидеи принадежат към топлолюбивите като изисквания. Препоръчителни зимни дневни температури от 21 – 27 °C (70 – 80 °F) и нощни от 14,5 – 18 °C (58 – 64 °F). Летните температури могат да са с градус – два по-високи.

### Влажност
Висока, над 70%.

### Поливане
Най-добре е да се полива с мека, неваровита, дъждовна или обратно осмозирана вода. Може да се използва и престояла чешмяна вода с pH около 7,5 или по-ниско. Субстрата или подложката, на която е окачено растението, не трябва да изсъхват напълно между две поливания. Преполиването от друга страна може да доведе до кореново гниене и гъбични инфекции. В такъв случай се препоръчва третиране с фунгицид и бактерициден препарат на медна основа.

### Торене
Ако Aerangis е окачен на кора, се препоръчва прилагане на специализиран тор за орхидеи с всяко опръскване. Подходяща формула е NPK 20-20-20. Разтвора се приготвя с половината от дозата тор, указана на етикета от производителя. Предварително се промива с течаща вода и се опръсква впоследствие с торния разтвор, за да се избегне засоляване.
При отглеждане в субстрат, се тори през поливане през летния сезон и на всяко трето поливане през зимата. Торовете за орхидеи не трябва да съдържат урея(карбамид).

### Пресаждане
Подходящ сезон за пресаждане е напролет, след като прецъфти.